# Sekwencer (muzyka)

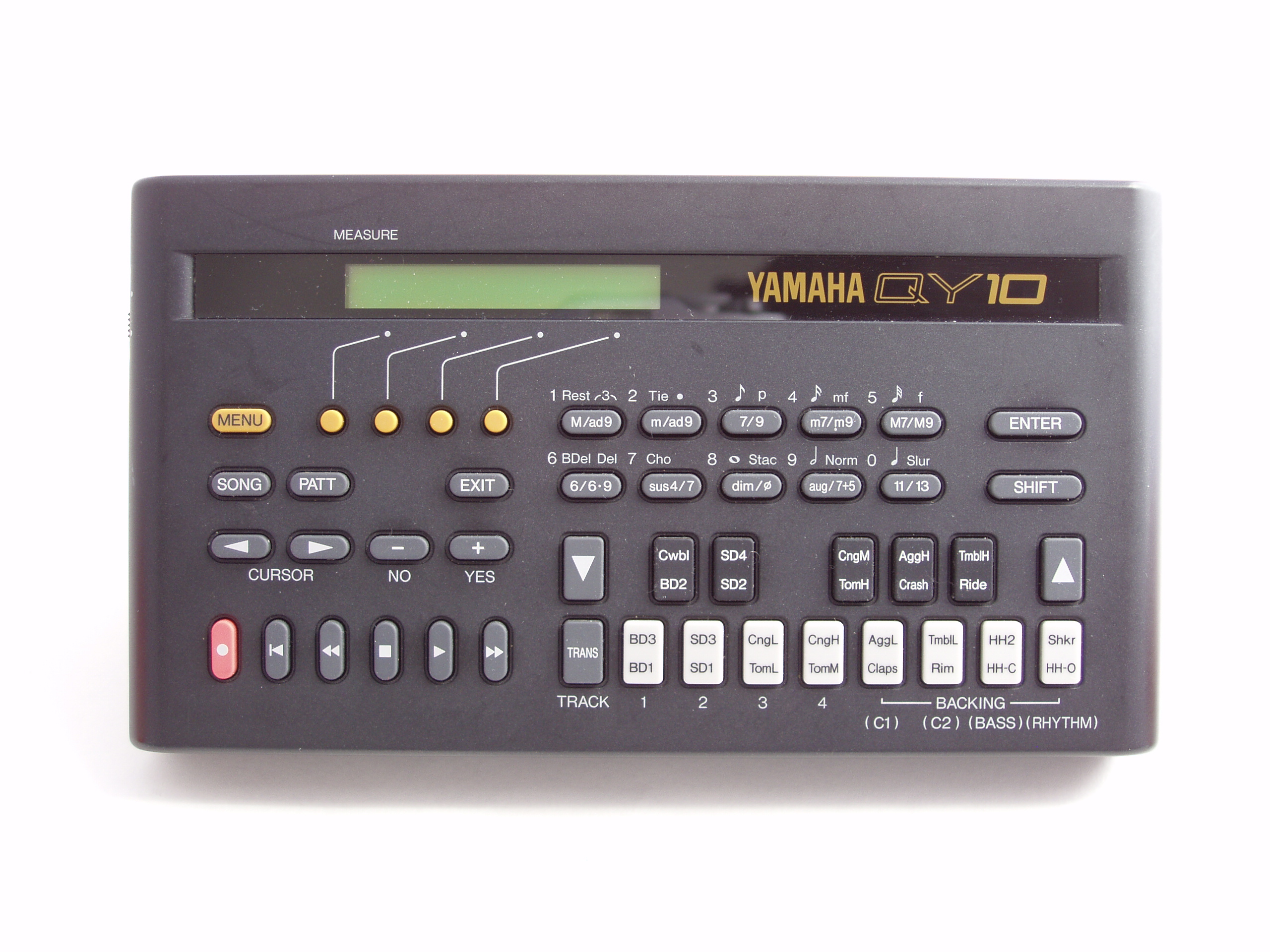
Sprzętowy sekwencer firmy Yamaha

Sekwencer – urządzenie lub program komputerowy sterujący urządzeniem MIDI, np. syntezatorem, które zapamiętuje sekwencję dźwięków i umożliwia wielokrotne jej odtwarzanie.
Trudności, jakie napotkali muzycy tworzący muzykę elektroniczną w odtwarzaniu jej na żywo, w czasie koncertów, skłoniły wytwórców syntezatorów do wyposażania ich w sekwencery, czyli programowalne urządzenia sterujące nimi. Przy wykorzystaniu sekwencerów artyści byli w stanie część muzyki, zwykle tworzącej tło oraz rytm, powierzyć sekwencerom, skupiając się na własnoręcznym graniu zasadniczej części muzyki. Z tego też względu specjalizowany sekwencer jest jednym z elementów składowych automatu perkusyjnego.

## Historia
Oryginalne sekwencery, sterujące syntezatorami analogowymi, były skomplikowanymi urządzeniami opartymi na technologii analogowej lub hybrydowej – analogowo-cyfrowej, nadawały się do współpracy tylko z syntezatorem, dla którego zostały zaprojektowane.
Pojawienie się interfejsu MIDI zrewolucjonizowało technologię sekwencerów. Oryginalne sekwencery MIDI były specjalnymi komputerami sterującymi jakimkolwiek syntezatorem z wejściem MIDI. Następnym krokiem, dzięki szybkiemu rozwojowi komputerów domowych wraz z systemami GUI, było zastosowanie ich w tej dziedzinie. Pierwszymi firmami, które standardowo montowały (dobrej klasy) interfejsy MIDI w kolejnych modelach swych komputerów były: Apple oraz Atari (po raz pierwszy w 1985 roku).
W Polsce w latach 80. i 90. XX w. najpopularniejszym komputerem stosowanym jako sekwencer MIDI było Atari ST. Ówcześnie powstało wiele profesjonalnych programów na tę platformę sprzętową, a część z nich jest znana do dziś. Nową jakość stanowiło to, że za pomocą myszki w wygodny sposób możliwe stało się sterowanie wszystkimi urządzeniami studia nagraniowego.
Współcześnie, sekwencerem może być dowolny komputer wyposażony w odpowiedni program.